# Мёртвые души (фильм, 1960)
«Мёртвые души» — советский фильм режиссёра Леонида Трауберга. По спектаклю «Мёртвые души» МХАТ, поставленному в 1932 году К. С. Станиславским и В. Г. Сахновским. Инсценировка М. А. Булгакова по одноимённой поэме Н. В. Гоголя.
На Международном кинофестивале телевизионных фильмов в Монте-Карло (1961) картине присуждён Приз критики.

## Сюжет
Экранизация известной поэмы Н. В. Гоголя. В уездной городок приезжает отставной чиновник Чичиков, задумавший экстравагантную финансовую аферу. Его странные действия по скупке «мёртвых душ» (виртуальных ревизских крепостных крестьян, числящихся за помещиками) вносят изрядное смущение в тихую жизнь русской провинции первой половины XIX века…

## В ролях
- Владимир Белокуров — Чичиков
- Виктор Станицын — губернатор
- Борис Ливанов — Ноздрёв
- Алексей Грибов — Собакевич
- Анастасия Зуева — Коробочка
- Борис Петкер — Плюшкин
- Юрий Леонидов — Манилов
- Софья Гаррель — губернаторша
- Алексей Жильцов — Алексей Иванович, полицмейстер
- Михаил Яншин — Иван Андреевич, почтмейстер
- Григорий Конский — Антипатр Захарович, прокурор
- Сергей Калинин — Селифан, кучер Чичикова
- Ольга Викланд — Анна Григорьевна, дама, приятная во всех отношениях
- Людмила Макарова — Софья Ивановна, просто приятная дама
- Виктория Радунская — губернаторская дочь
- Галина Калиновская — Елизавета Марковна Манилова
- Нина Агапова — дама на балу (нет в титрах)
- Юрий Никулин — половой в трактире (нет в титрах)
- Валерия Дементьева — пожилая дама (нет в титрах)

## Съёмочная группа
- Сценарист — Леонид Трауберг
- Режиссёр — Леонид Трауберг
- Оператор — Константин Бровин
- Композитор — Владимир Рубин
- Художник — Евгений Куманьков

## Технические данные
- Широкоформатный.
- Чёрно-белый.
- Звук — моно.
- Метраж — 3300 метров, 11 частей.

## Видеоиздания
С 1990 года фильм выпущен на видеокассетах кинообъединением «Крупный план».